# Золотомушка світлоброва
Золотомушка світлоброва (Regulus satrapa) — дрібний співочий птах родини золотомушкових.

## Опис
Золотомушка світлоброва виростає довжиною 9 см і вагою 4-6 г. Оперення дорослого птаха зверху оливково-зелене, а знизу біле. На крилах поперечні білі смужки, через око йде чорна смужка, яка облямовує сіру плямку на щоці, "брови" білі, тім'я жовте, обрамлене чорною "шапочкою". У самця через тім'я йде жовтий чубчик з помаранчевим віхтем посередині.

## Поширення
Золотомушка світлоброва гніздиться в хвойних лісах у Канаді, на північному сході і заході США, в Мексиці та Центральній Америці. Північні популяції мігрують взимку на південь. Взимку можуть траплятися в багатовидових зграях спільно з гаїчкою світлокрилою (Poecile atricapillus), гаїчкою канадською (Poecile hudsonicus), повзиком червоногрудим (Sitta canadensis), підкоришником американським (Certhia americana), які перелітають з одного хвойного дерева на інше.

## Гніздування
Гніздо висяче, у формі чаші, сплетене з моху, лишайників, гілочок та листя, встелене пір'ям, добре замасковане на гілці хвойного дерева. Самиця висиджує 8—9 яєчок протягом 14-15 днів.

## Харчування
Птах шукає корм на деревах і в кущах, живиться павуками, комахами та їх яйцями, поїдає ягоди, зрідка п'є нектар.